# Madre eroica
Madre eroica (in russo Мать-героиня?, Mat'-heroinja) era una onorificenza dell'Unione Sovietica della quale, a partire dall'8 luglio 1944, venivano insignite tutte le madri che partorivano e crescevano dieci o più figli (era assegnata un'onorificenza di seconda classe per almeno cinque figli e una di prima classe tra i cinque e i dieci figli in poi). Il titolo era accompagnato dal conferimento dell'"Ordine della Madre eroica" e da un certificato riconosciuto dal Presidium del Soviet Supremo. Il conferimento avveniva al primo compleanno dell'ultimo figlio a condizione che altri nove figli, naturali o adottivi, fossero ancora in vita. Eventuali figli deceduti per atti eroici, ragioni militari o in circostanze particolarmente degne di rispetto, comprese le malattie professionali, venivano comunque conteggiati. Le madri premiate potevano fregiarsi di un distintivo composto da una stella d'oro con raggi d'argento tra le punte; era incastonato su un nastro metallico smaltato di rosso recante le parole "Мать-героиня" (madre eroica). Ad esse era anche concesso un certo numero di privilegi relativi alla pensione di anzianità e a facilitazioni nel pagamento delle bollette per servizi di pubblica utilità nonché forniture di cibo e di altri beni.
Circa 430.000 donne furono insignite del titolo durante la sua vigenza. Il solo uomo premiato fu Veniamin Petrovič Makarov (in russo Вениамин Петрович Макаров?) di Orenburg, che allevò dodici figli adottivi.

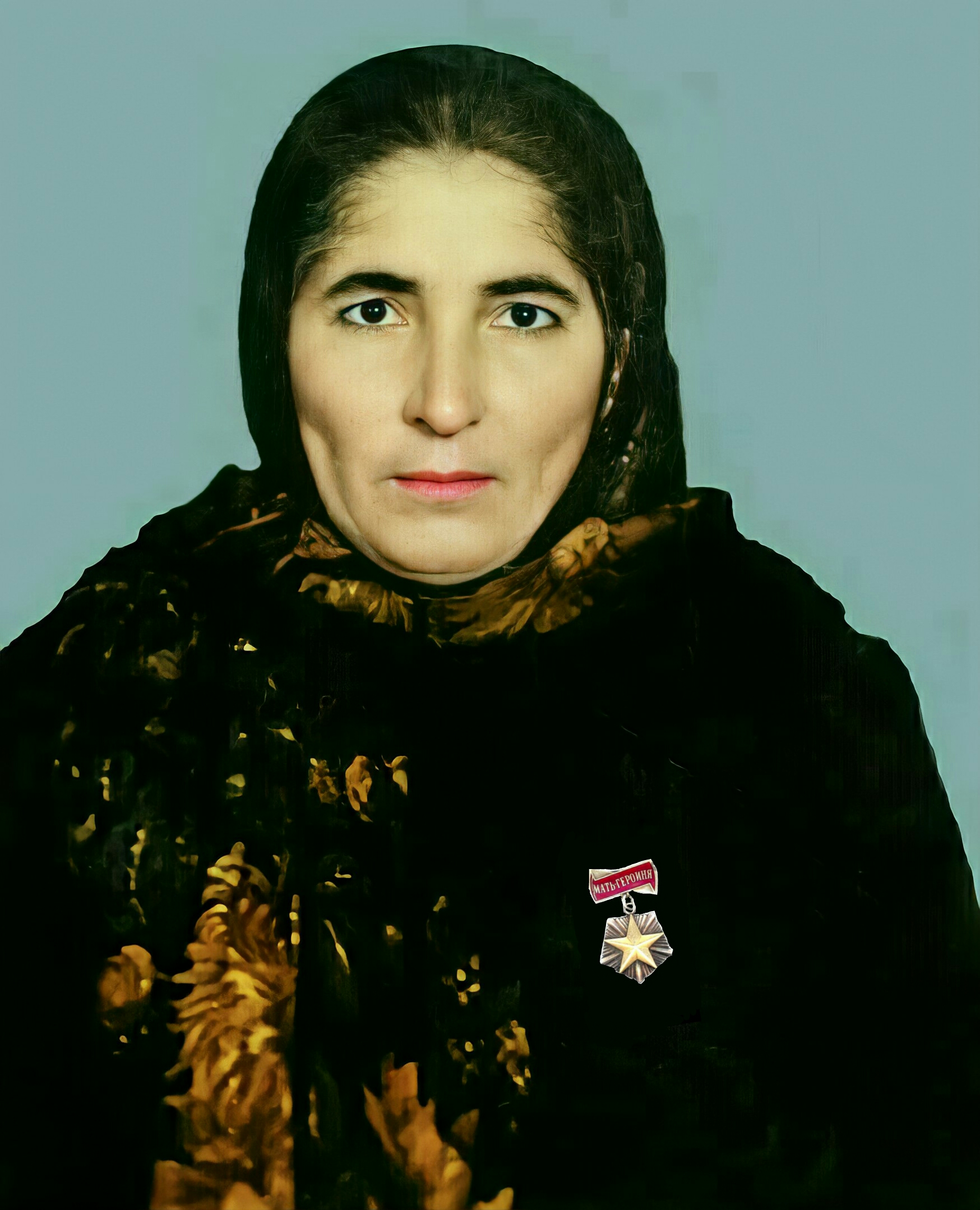
Khanbika Aslan gizi Jafarova (1930-1997) con il titolo di "Madre Eroica" dell'Unione Sovietica

## Repubbliche post-sovietiche

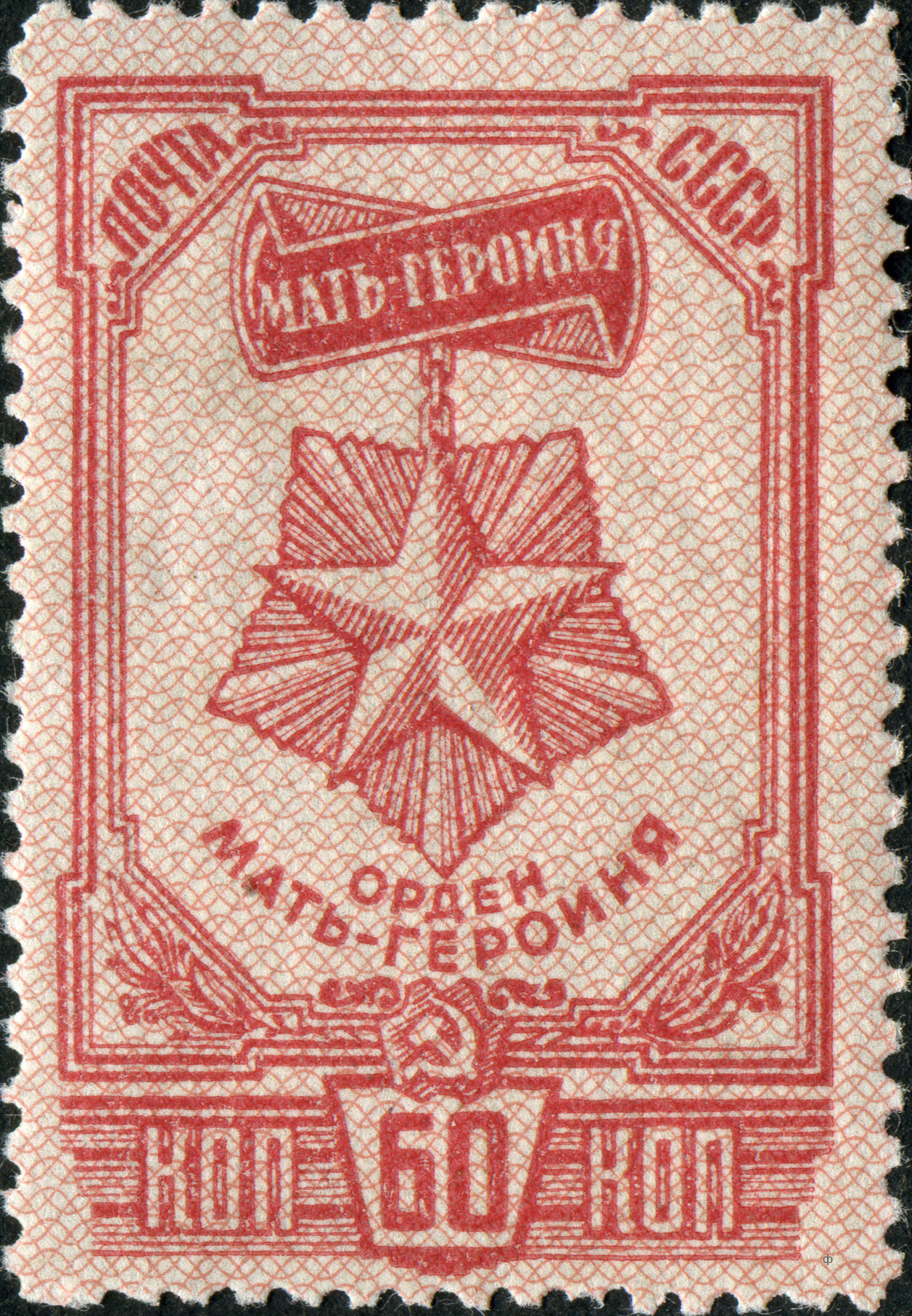
Francobollo sovietico (1945) con la stella di "Madre eroica"

A seguito della dissoluzione dell'Unione Sovietica l'onorificenza fu abolita in molte delle repubbliche post-sovietiche.
- Nella Federazione Russa l'assegnazione dell'onorificenza fu interrotta nel 1991. Almeno fino al 2004 varie richieste sono però state indirizzate al Presidente della Russia perché tutte le onorificenze alla maternità in vigore vengano rimesse. Ad Agosto del 2022 l’onorificenza è stata riabilitata conferendo alle madri di dieci o più figli un pagamento di un milione di rubli una volta che il decimo figlio abbia raggiunto un anno di vita. Vengono comunque conteggiati i figli che sono morti per atti eroici, ragioni militari o in circostanze particolarmente degne di rispetto, comprese le malattie professionali.[2]
- In Tagikistan fu soppressa nel 1996 per scoraggiare la formazione di famiglie numerose.
- In Ucraina fu soppressa con l'indipendenza (1991) ma venne ripristinata nel 2004.
- In Kazakistan le madri di dieci o più figli a partire dal 1995 vengono premiate con il Altyn Alka (Алтын алка, "Pendente aureo") e le madri di otto o nove figli con il Kumis Alka' (Кумiс алка, "Pendente argenteo").